# Atacheo de Regalado
Atacheo de Regalado es una localidad del estado mexicano de Michoacán. Es parte del municipio de Zamora.

## Toponimia
El nombre «Atacheo» proviene de los términos en purépecha: atache, ropa vieja; eo, locativo. Su significado es «Lugar de ropa vieja». El nombre «Regalado» rinde homenaje a Pedro Regalado Llamas, héroe de la Independencia de México. 

## Demografía
| Gráfica de evolución demográfica |
|                                  |

| Censo | Población |
| ----- | --------- |
| 1900  | 1216      |
| 1910  | 1343      |
| 1921  | 1618      |
| 1930  | 1766      |
| 1940  | 1757      |
| 1950  | 2095      |
| 1960  | 2061      |
| 1970  | 2070      |
| 1980  | 2204      |
| 1990  | 2056      |
| 2000  | 1926      |
| 2010  | 1425      |
| 2020  | 1475      |